# Vasilīs Tsitsanīs
Vasilīs Tsitsanīs (in greco Βασίλης Τσιτσάνης?; Trikala, 18 gennaio 1915 – Londra, 18 gennaio 1984) è stato un musicista e cantautore greco, uno dei più grandi compositori e cantautori popolari greci del XX secolo e in particolare è stato una delle figure basilari del Rebetiko a cui, tutt'oggi, gli odierni cultori di questo genere musicale fanno riferimento.

## Biografia
Vasilīs Tsitsanīs era interessato alla musica fin da giovane ed ha imparato presto a suonare il mandolino, il violino e soprattutto il bouzouki.
Nell'autunno del 1936 Tsitsanīs si trasferisce ad Atene con l'intento di iscriversi alla facoltà di legge, ma presto inizia anche lì a dedicarsi alla musica per mantenersi agli studi.
Infine si dedica totalmente alla musica.
Vangelis Papazoglou e Markos Vamvakaris sono i suoi principali riferimenti musicali.
La sua prima esibizione avviene in un locale denominato Bizelia (Piselli), dove conosce il cantante Dimitris Perdikopoulo che lo introduce presso la casa discografica Odeon, dove effettua le sue prime registrazioni.
Nel periodo 1937-1940, Tsitsanīs scrive numerose canzoni che registra affidandosi alla voce di altri famosi cantati dell'epoca come Dimitris Perdikopoulo, Stratos Pagioumtzis, Markos Vamvakaris, Stellaki Perpiniadis, partecipando comunque come seconda voce.
Durante la seconda guerra mondiale, Tsisanis ha soggiornato a Salonicco dove ha aperto un proprio locale per la somministrazione di Ouzo al pubblico che ottiene un discreto successo e dove si esibisce con le sue migliori canzoni, tra le quali la celebre Sinnefiasmeni Kiriakì, Domenica Nuvolosa.
Nel 1946 ritorna ad Atene dove continua le registrazioni accanto a cantanti molto conosciuti come Sotiria Bellou, Ioanna Georgakopoulou, Marika Ninou, Battista Tsaousakis.
Negli anni successivi, Tsitsanīs gode di una notevole notorietà, soprattutto negli anni settanta, dopo la caduta della giunta dei colonnelli, quando inizia ad organizzare spettacoli all'aperto con la partecipazione di Mikīs Theodōrakīs.
Secondo il critico musicale Lambros Liavas, Tsitsanīs è riuscito ad elevare il tenore della canzone popolare greca, arricchendola con elementi orientali e sociali per descrivere la nuova realtà della Grecia del dopoguerra e innovando lo stile musicale con armonie inedite e con una nuova struttura poetica delle canzoni.